# Delphinium purpusii
Delphinium purpusii là một loài thực vật có hoa trong họ Mao lương. Loài này được Brandegee mô tả khoa học đầu tiên năm 1899.